# I'm Still Alive (chanson de TWiiNS)
 (signalé en août 2025).
Si vous disposez d'ouvrages ou d'articles de référence ou si vous connaissez des sites web de qualité traitant du thème abordé ici, merci de compléter l'article en donnant les références utiles à sa vérifiabilité et en les liant à la section « Notes et références ».
- Archive Wikiwix
- Bing
- Cairn
- DuckDuckGo
- E. Universalis
- Gallica
- Google
- G. Books
- G. News
- G. Scholar
- Persée
- Qwant
- (zh) Baidu
- (ru) Yandex
- (wd) trouver des œuvres sur Wikidata

Chansons représentant la Slovaquie au Concours Eurovision de la chanson
Horehronie
(2010) Don't Close Your Eyes
(2012)
I'm Still Alive est la chanson représentant la Slovaquie au Concours Eurovision de la chanson 2011. Elle est interprétée par le duo féminin TWiiNS.
Le 18 février 2011, elles sont sélectionnées par STV pour représenter la Slovaquie au Concours Eurovision de la chanson 2011, avec la chanson (annoncée le 5 mars 2011) I'm Still Alive. La chanson est créée pour la première fois lors du concours slovaque Miss Univers 2011. C'est la chanson de ce pays à ne pas être en slovaque.
La chanson participe d'abord à la deuxième demi-finale le jeudi 12 mai 2011. Elle est la cinquième de la soirée, suivant With Love Baby interprétée par Witloof Bay pour la Belgique et précédant Angel interprétée par Mika Newton pour l'Ukraine.
À la fin des votes, elle obtient 48 points et prend la treizième place sur dix-neuf participants. Elle n'est sélectionnée pour la finale.

## Source de la traduction
- (en) Cet article est partiellement ou en totalité issu de l’article de Wikipédia en anglais intitulé « I'm Still Alive (TWiiNS song) » (voir la liste des auteurs).